# Kapelle Ammenegg

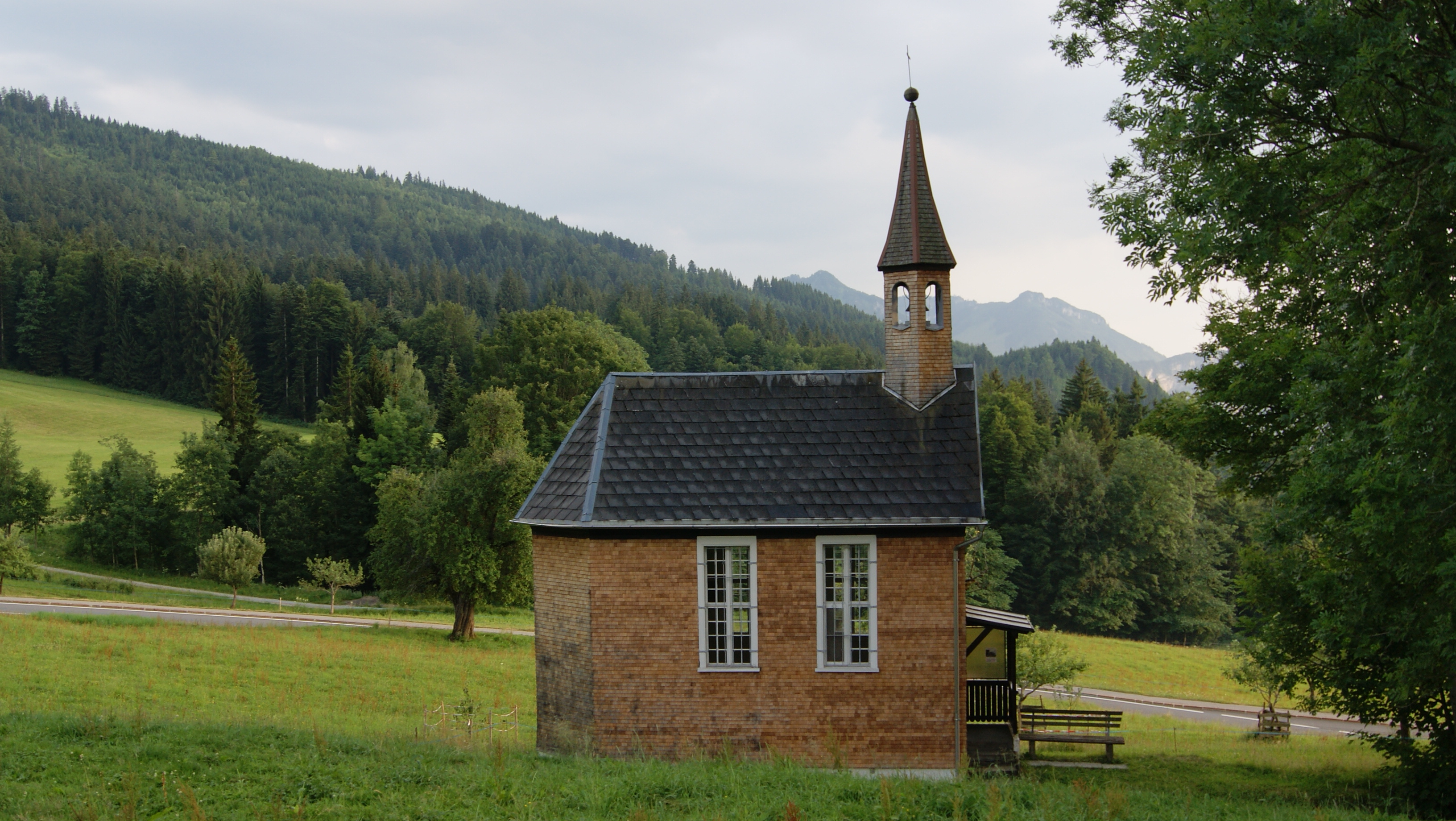
Kapelle in Ammenegg oberhalb von Dornbirn.

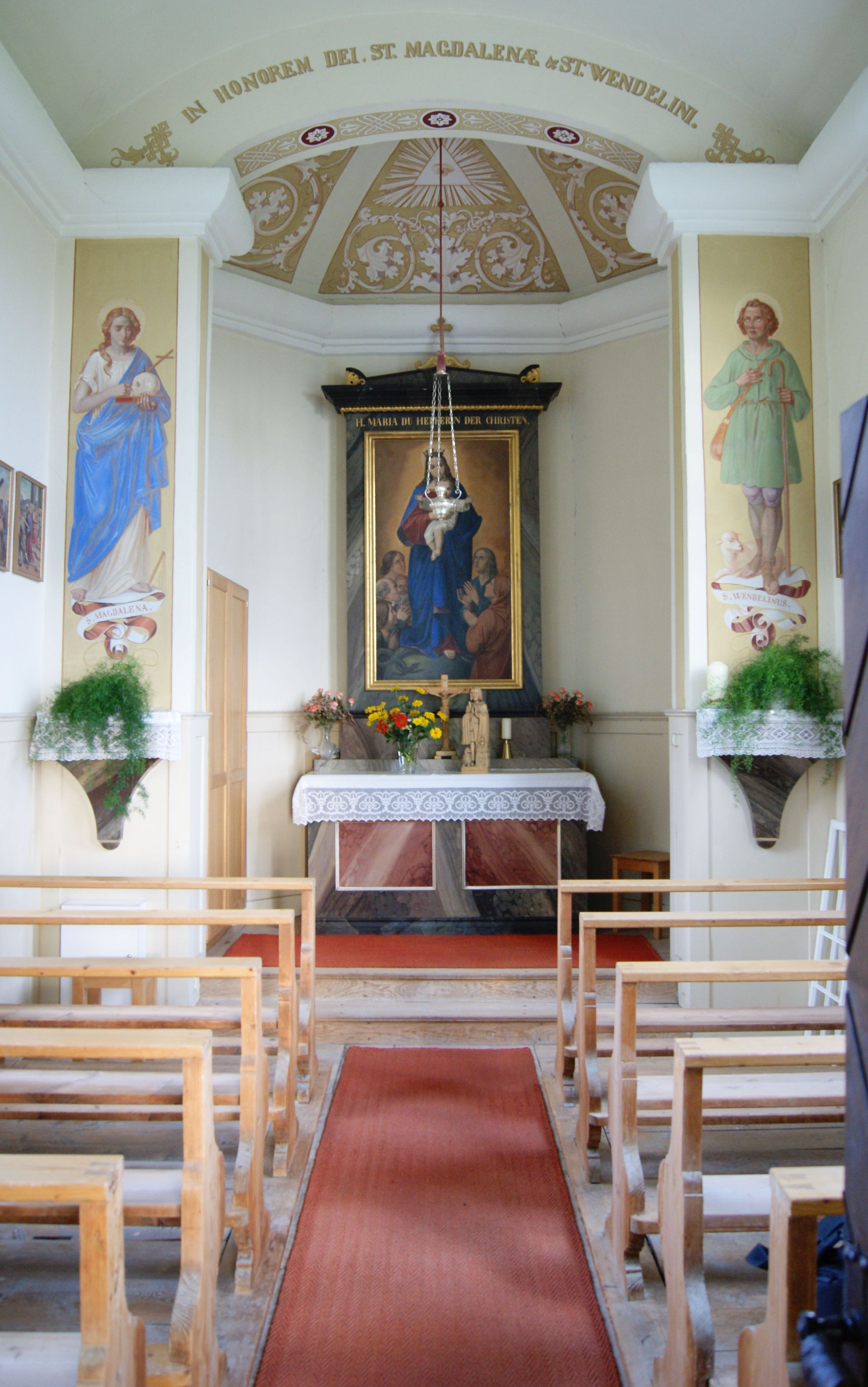
Innenraum

Die römisch-katholische Kapelle Ammenegg steht im Ortsteil Ammenegg der Gemeinde Dornbirn im Bezirk Dornbirn in Vorarlberg. Sie ist der hl. Maria Magdalena und dem hl. Wendelin geweiht und gehört zur Pfarrkirche Oberdorf und damit zum Dekanat Dornbirn in der Diözese Feldkirch. Das Bauwerk aus dem Jahr 1866 steht unter Denkmalschutz (Listeneintrag). Die Kapelle (904 m ü. A.) ist vom Stadtzentrum von Dornbirn etwa 3,7 km Luftlinie entfernt.

## Geschichte
Die Kapelle wurde vom Dornbirner Bürger und bekannten Weinhändler Matthäus Thurnher (* 28. August 1792; † 11. April 1878; siehe: Johannes Thurnher) gestiftet und um 1866 gebaut. Die Kapelle wird von den Anwohnern in Ammenegg erhalten.
Die Kapelle steht direkt am alten Saumweg, der in früherer Zeit vom Rheintal (Haselstauden) über den Losenpass (Bödele) in den Bregenzerwald (Schwarzenberg) führte.

## Kirchenbau
Es handelt sich um einen Bau mit rechteckiger Grundform und Südwest/Nordost-Ausrichtung. Südöstlich (Altar) sind die Außenwände abgeschrägt. Die einfache Holztüre mit Sichtfenster und der Glockendachreiter auf dem Satteldach mit sechseckigem Spitzhelm befinden sich südwestlich. Das Satteldach ist mit Eternitdachschindeln gedeckt.
Der Betraum hat ein Tonnengewölbe und eine eingezogene Chorwand. In der Fassade befinden sich rechteckige, langgezogene Fenster.
Die Glocke wurde ursprünglich ebenfalls von Matthäus Thurnher gestiftet und von der Fa. Grassmayr gegossen. 1944 musste diese im Zuge des Zweiten Weltkriegs abgenommen und hergegeben werden und wurde vermutlich eingeschmolzen. 1960 wurde eine Glocke aus der Kapelle hl. Sebastian und hl. Antonius aus Hohenems gekauft und eingebaut. Seit 1976 besteht ein elektrisches Läutewerk.

## Ausstattung
Die Kirchenbänke aus Tannenholz sind schlicht gehalten. Die Kreuzwegstationen sind kunstvolle kleine Gemälde mit Holzumrandung.
Die Kapelle hat einen imposanten Hochaltar mit dem Bilde Marias mit dem Kinde mit der Inschrift: „Hl. Maria du Helferin der Christen“. Vor dem Hochaltar steht ein massiver Altar aus Holz. Neben dem eingezogenen Chorbogen sind zwei Bilder von Maria Magdalena und dem hl. Wendelin aufgemalt, die auch die Patrone dieser Kapelle sind. Die Ausgestaltung des Innenraumes oblag dem Kunstmaler Johann Kaspar Rick, der das Deckengemälde, die Darstellung Jesus im Tempel, der hl. Maria Magdalena, des hl. Wendelin, die Kreuzwegbilder sowie das Auge Gottes und die Akanthusranken sowie das Altarbild geschaffen hat.